# St. James Infirmary Blues
"St. James Infirmary Blues" es una canción de blues estadounidense y estándar de jazz de origen incierto. Cobró fama a partir de la grabación de 1928 de Louis Armstrong. En ella, se acredita a Don Redman como compositor, aunque en ediciones posteriores se atribuyó a Joe Primrose, seudónimo de Irving Mills.
La melodía tiene ocho compases, a diferencia de otras canciones del blues clásico, donde hay 12 compases. Está en una tonalidad menor, y tiene un compás de 4
4, aunque también se ha tocado en 3
4.

## Autoría e historia
"St. James Infirmary Blues", a veces conocida como "Gambler's Blues", se suele considerar una canción popular estadounidense de origen anónimo. Sin embargo, también se le ha atribuido al compositor Joe Primrose (un seudónimo de Irving Mills), quien tenía los derechos de autor de varias versiones del tema, la primera de ellas registrada en 1929. 
A veces se ha dicho que "St. James Infirmary Blues" se basa en una canción popular tradicional del siglo XVIII llamada "The Unfortunate Rake" (también conocida como "The Unfortunate Lad" o "The Young Man Cut Down in His Prime") que trata de un soldado que gasta su dinero en prostitutas y luego muere de una enfermedad venérea. Sin embargo, las versiones más conocidas de "St. James Infirmary" (como la de Armstrong) tienen poca relación con esta antigua canción tradicional. "The Unfortunate Rake" también evolucionó hacia otros estándares estadounidenses como "The Streets of Laredo".
Como ocurre con muchas canciones populares, hay muchas variaciones en la letra de una versión a otra. La mayoría de ellas presentan a un narrador que cuenta la historia de un joven (que a veces es una mujer) "cortado en su mejor momento" a causa de un comportamiento moralmente cuestionable, como el juego y el alcohol, así como a causa de una enfermedad venérea. La ambigüedad sobre el género del personaje de la canción seguramente se debe a que la balada original comúnmente se grababa de una forma u otra dependiendo del género del intérprete, que según el caso cantaba sobre un hombre libertino o una chica mala.

Algunas de las versiones enmarcan la historia con una estrofa o estrofas iniciales en las que un narrador independiente baja a un salón conocido como "el bar de Joe" y se encuentra con un cliente que luego relata el incidente sobre el varón o la mujer en la enfermería.  Estas son las dos primeras estrofas de la versión de Louis Armstrong de 1928:
I went down to St. James Infirmary,

Saw my baby there,

Stretched out on a long white table,

So cold, so sweet, so fair.

Let her go, let her go, God bless her,

Wherever she may be,

She can look this wide world over,

But she'll never find a sweet man like me.
Los versos posteriores incluyen comúnmente la solicitud del hablante de ser enterrado de acuerdo con ciertas instrucciones, que varían según la versión. La versión de Armstrong incluye lo siguiente como su tercera estrofa:
When I die, want you to dress me, straight-lace shoes,

Box-back coat and a Stetson hat.

Put a twenty-dollar gold piece on my watch chain,

So the boys'll know that I died standin' pat.

## Otras versiones
La canción fue grabada por primera vez (como "Gambler's Blues") en 1927 por Fess Williams and his Royal Flush Orchestra. Esta versión menciona una enfermería pero no por el nombre de St. James.
La canción se hizo muy popular y ya en 1930 se habían lanzado al menos dieciocho versiones diferentes. La Duke Ellington Orchestra grabó la canción con otros títulos, como "The Ten Black Berries", "The Harlem Hot Chocolates" y "The Jungle Band", mientras que Cab Calloway interpretó una versión en la película animada Snow White (1933) de Betty Boop, proporcionando voces y movimientos de baile para Koko el payaso. 
El cantante de música country Jimmie Rodgers grabó una versión en 1930 ("Those Gambler's Blues"). En 1932, Rodgers grabó "Gambling Bar Room Blues", coescrita con Shelly Lee Alley, que presentaba una nueva letra, pero tenía una melodía similar a "St. James Infirmary Blues", también con los temas del abuso de alcohol, la violencia y la desesperación. La banda de cuerdas cajún de  Dixie Ramblers grabó "Barroom Blues" en 1935, con letras que  en gran medida coincidían con "Those Gambler's Blues" de Rodgers.
En 1961, Bobby "Blue" Bland lanzó una versión de "Saint James Infirmary" en la cara B de su éxito "Don't Cry No More" y la incluyó en su álbum Two Steps from the Blues . En 1967, el cantante franco-estadounidense Joe Dassin también grabó la canción. En 1968, Don Partridge lanzó una versión en su álbum homónimo, al igual que Eric Burdon and the Animals en su álbum Every One of Us . Dock Boggs grabó una versión de la canción titulada "Old Joe's Barroom" (1965).
La canción fue interpretada a menudo por el cabaret surrealista The Mystic Knights of the Oingo Boingo en los años setenta. The White Stripes hizo una versión de la canción en su álbum homónimo de 1999. En 1981, Bob Dylan adaptó la canción cuando escribió y grabó "Blind Willie McTell", aunque no se publicó hasta 1991.
En 2012, Trombone Shorty y Booker T. Jones interpretaron una versión instrumental como número de apertura del concierto "Red, White, and Blues" en la Casa Blanca.
Otros artistas que la han interpretados son:
- Artie Shaw y su orquesta, con Hot Lips Page como vocalista (1941)
- The Hokum Boys - Gambler´s Blues (1929)[13]
- Josh White (1944)[14]
- Turk Murphy (1951)[15]
- Snooks Eaglin - New Orleans Street Singer (Folkways, 1959)[16]
- Dave Van Ronk - "Gambler's Blues" (Dave Van Ronk Sings Ballads, Blues, and a Spiritual) (1959)[17]
- Lou Rawls - Black and White (1963)[18]
- Los Standells - Try It (1967)[19]
- Colette Magny - "St. James Infirmary Blues" (1964)
- Joe Dassin - St. James Infirmary Blues (1967)[20]
- Joe Cocker - Joe Cocker (1972)[21]
- Geordie - "Goin 'Down", en don't Be Fooled by The Name (1974)[22]
- Lily Tomlin - Saturday Night Live (1975)[23]
- Canadian Brass - Basin Street (1984)[24]
- Doc Watson y Richard Watson - Third Generation Blues (1999)[25]
- Toshiyuki Honda - Metropolis B.S.O. (2001)[26]
- Isobel Campbell y Mark Lanegan (2005)
- The Devil Makes Three- A Little Bit Faster and a Little Bit Worse (bajo el título St James) (2006)[27]
- Johnny Duncan - Johnny Duncan Tennessee Song Bag (1958)[28]
- Arlo Guthrie con la Orquesta Sinfónica de la Universidad de Kentucky - In times Like These (2007)[29]
- Rising Appalachia - The Sails of Self (2010)[30]
- Hugh Laurie - Let Them Talk (2011)[31]
- Rickie Lee Jones - The Devil You Know (2012)[32]
- Silkroad ensamble de Yo-Yo Ma con Rhiannon Giddens - Sing Me Home (2016)[33]
- Jon Batiste – Hollywood Africans (2018)[34]
- Jerry Reed - Jerry Reed Explores Country Guitar (1969)